# Augnax
Augnax é uma comuna francesa na região administrativa de Occitânia, no departamento de Gers. Estende-se por uma área de 4 km². Em 2010 a comuna tinha 117 habitantes (densidade: 29,3 hab./km²).